# Izsó Zita
Izsó Zita (Budapest, 1986. május 9. –) magyar költő, író.

## Élete
Izsó Ignác labdarúgó leánya. Gyermekkorát Budaörsön töltötte. 2004-ben érettségizett a Szent Margit Gimnáziumban, majd az ELTE jogász szakán szerzett diplomát.
Húgával, Izsó Nórával 2005-ben bejutottak a Magyar Rádió és a XXI. Század Magyar Drámájáért Alapítvány IV. Ifjúsági Színjátékíró Versenyének döntőjébe Alu(dj)gy Gyula! című drámájukkal, amellyel megnyerték a versenyt. Záróra c. darabját 2006-ban mutatták be a Szkéné R-Klubban,  majd játszották többek között a Tűzraktérben, illetve a Szív Kamara Stúdiószínházban is.
2007 óta publikál verseket és műfordításokat. A FISZ Világirodalmi Sorozatának szerkesztője (angol, német, spanyol és francia nyelvből fordít.) Tagja a József Attila Körnek és a Fiatal Írók Szövetségének. Első verseskötete (Tengerlakó ) 2011-ben jelent meg a FISZ gondozásában. Az Átjáró című kulturális-közéleti blog alapítója, melyet Ayhan Gökhannal közösen szerkeszt.
2009-ben a Látó folyóirat közölte Függés című darabját, mely a Marosvásárhelyi Színművészeti Egyetemen drámapályázatán lett díjazott. 2011-ben testvérével közösen írt második színdarabjukkal elnyerték az egri Gárdonyi Géza Színház drámaíró versenyének pályadíját.
A Tengerlakó kötetről A Szépirodalmi Figyelőben Fekete Richárd írt bemutatót, a szerző 2012-ben a Gérecz Attila-díj, 2013-ban a Móricz Zsigmond-ösztöndíj nyertese lett. 2014-ben adta ki Színről színre című második verseskötetét.

## Művek
- Záróra (dráma)
- Függés (dráma)
- Tengerlakó (FISZ, 2011, versek)
- Színről színre (Prae, 2014, versek)
- Pesti nő (Bach Mátéval, Athenaeum, 2017, interjúk)
- Éjszakai földet érés (versek, Scolar, Bp., 2018; Scolar live)
- Bekerített erdő (versek, Scolar, Bp., 2022; Scolar live)

## Díjak
- 2012: Gérecz Attila-díj
- 2013: Móricz Zsigmond-ösztöndíj
- 2015: Babits Mihály műfordítói ösztöndíj
- 2016: NKA alkotói támogatás
- 2024: Václav Burian-díj